# Стен Марш
Стенли Марш (Stanley Marsh), наричан накратко Стан, е един от главните герои в американския анимационен сериал South Park, който се излъчва по телевизионния канал Comedy Central. Стан въплъщава в себе си средностатистическото американско момче от провинцията. Притежава бодър характер, общителен и отворен към заобикалящия го свят, със силно развити лидерски способности. Често се поддава на емоциите и чувставата си за сметка на здравия разум, което го въвлича в различни забавни и странни аванюри. Стенли е голям приятел с Кайл, а двамата мразят Картман, който се държи грубо и унизително с тях. Под шапката си, която сваля изключително рядко, Стенли е с черна права късо подстригана коса.
Стенли е роден в средностатическо американско семейство. Баща му Рандал „Ранди“ Марш е местният геолог, а майката Шарън Марш работи на рецепцията в местната клиника. Има по-голяма сестра на име Шели, която често го бие, както и възрастен дядо на име Марвин (бащата на Ранди), който се приджижва с помощта на инвалидна количка и нарича внука си Били. В първия сезон на сериала той често изявява желание Стан да го убие. Друг от второстепенните герои в сериала – Джимбо – е негов чичо, който е брат на майка му.
Стан е влюбен в съученичката си Уенди Тестабъргър и в първите сезони винаги повръща от притеснение, когато бива заговорен от нея. Страда от астма, която обаче се проявява твърде рядко. Притежава домашен любимец – куче на име Спарки, което е с хомосексуални наклонности. Фен е на отбора по американски футбол Денвър Бронкос, чийто фенове са и създателите на South Park. Стан, Кайл, Картман и Кени са големи фенове на канадските комедианти Терънс и Филип, чието шоу се състои най-вече от мръсни вицове и пръдни, а в пълнометражния филм „South Park: Bigger, Longer and Uncut“ актьорите стават причината майките на децата от Саут Парк да обявят война на Канада. Първообразът на героя на Стан е единият от авторите на сериала Трей Паркър, който го и озвучава. Образът на сестрата на Стан Шели също е вдъхновен от сестрата на Трей Паркър в реалния живот.

## Любими реплики
- „Oh, my God! They killed Kenny!“ („О, Боже! Убиха Кени“)
- „This is pretty fucked up right here“
- „You know I've learned something today...“ („Днес научих нещо...“)

((en))